# Andaluški nacionalizem
Andaluški nacionalizem ali andaluzijski nacionalizem, andaluzianizem (špansko Nacionalismo andaluz, Andalucismo) je politična ideologija, ki razlaga južnošpansko deželo Andaluzijo (ki je hkrati avtonomna skupnost Španije), da je poseben narod. Med 1976 in 2015 je obstajala stranka Partido Andalucista (Andaluška Stranka), ki je bila najprej levičarska, pozneje socialdemokratska in je sledila ideologiji andaluškega nacionalizma. Dandanes različna gibanja in zunajparlamentarne frakcije zastopajo za ideologijo.

## Zgodovina
Andaluški nacionalizem je nastal v 19. stoletju, ko je bilo več anarhističnih kmečkih uporov v Andaluziji, ker je bil spor med andaluškimi kmeti in špansko kraljevino.
Leta 1873 so imeli andaluški nacionalisti zbor v Antequeri, kjer so izdelali osnutek bodoče ustave Andaluzije. V okviru tega načrta bi bila Andaluzija zvezna republika Španije. Španski georgist Blas Infante je položil temelje modernega andaluškega nacionalizma. Leta 1918 so imeli novi zbor v Rondi, kjer so predstavili preoblikovano ustanovno listino, ki se je naslanjala še vedno na antequersko ustavo.
Infante je bil vodja stranke Junta Liberalista v času druge španske republike, ki je zastopala za andaluški nacionalizem. V španski državljanski vojni je Andaluzija najprej podpirala republikance, vendar so vojske diktatorja Francisca Franca osvojile deželo (razen Almerije, ki so jo obdržali republikanci).
V Francovi diktaturi so zatirali nacionalizme in narodna gibanja različnih španskih dežel. Andaluški nacionalizem se je oživel leta 1971, ko so ustanovili novo stranko Alianza Socialista de Andalucía (Socialistična Zveza Andaluzije).
Danes so andaluški nacionalisti razdeljeni glede ciljev. Nekateri hočejo popolno priznanje andaluzijskega naroda in čim širše avtonomne pravice (v obliki zvezne države). Nekateri drugi želijo doseči samostojnost Andaluzije od Španije. Veliko andaluških gibanj ima andaluško špansko narečje za poseben jezik, toda doslej ni uspelo doseči, da bi priznali andaluški »jezik«, ki ga imajo tudi jezikoslovci za španski dialekt.
Poleg tega je drugo, posebno (vendar slabo) nacionalistično gibanje v južnoandaluzijski provinci Granadi, kjer si tudi želijo izoblikovati narodno zavest in ustanoviti novo avtonomno skupnost Granada, ki bi združila province Granada, Almerija in Malaga.

## Galerija andaluških nacionalističnih zastav
- Infantejeva nacionalistična andaluzijska zastava (danes je uradna zastava avtonomne Andaluzije)
- Levičarska osamosvojitvena zastava
- Zastava s t. i. tarteško zvezdo
- Zastave Andaluzijske Mladine
- Zastava andaluških komunistov